# New Mexico Bowl 2016
Match précédent Match suivant
Le New Mexico Bowl 2016 est un match de football américain de niveau universitaire d'après la saison régulière de 2016, joué le 17 décembre 2016 au University Stadium d'Albuquerque dans le Nouveau-Mexique. 
Il s'agit de la 11e édition du New Mexico Bowl.
Le match met en présence les équipes des Lobos du Nouveau-Mexique issue de la Mountain West Conference et des Roadrunners d'UTSA issue de la Conference USA.
Il a débuté à 12:05 heures locales et a été retransmis en télévision sur ESPN.
Sponsorisé par la société Gildan, le match est officiellement dénommé le Gildan New Mexico Bowl 2016.
New Mexico gagne le match sur le score de 23 à 20.

## Présentation du match
| Équipes                                                                                                  | Conférences | Entraîneurs  | Stats. saison rég. | Classements avant le bowl CFP-AP-Coaches |
| --- | ----------- | ------------ | ------------------ | ---------------------------------------- |
| Lobos du Nouveau-Mexique                                                                                 | MWC         | Bob Davie    | 8-4                | NC                                       |
| Roadrunners d'UTSA                                                                                       | C-USA       | Frank Wilson | 6-6                | NC                                       |
| Arbitre : Jason McArthur (Sun Belt) Équipe donnée favorite par les bookmakers : New Mexico par 7 points. |             |              |                    |                                          |

Il s'agit de la 3e rencontre entre ces deux équipes.
| Nombre de rencontre | Victoires New Mexico | Victoires UTSA | Nuls | Date dernier match | Résultat     |
| ------------------- | -------------------- | -------------- | ---- | ------------------ | ------------ |
| 2                   | 1                    | 1              | 0    | 2014               | UTSA, 21 à 9 |

### Lobos du Nouveau-Mexique
Avec un bilan global en saison régulière de 8 victoires et 4 défaites, New Mexico est éligible et accepte l'invitation pour participer au New Mexico Bowl de 2016.
Ils terminent 1er de la division Mountain de la Mountain West Conference ex æquo avec les équipes du Wyoming et de Boise State, avec un bilan en division de 6 victoires pour 2 défaites.
À l'issue de la saison 2016, ils n'apparaissent pas dans les classements CFP , AP et Coaches.
Il s'agit de leur 4e participation au New Mexico Bowl.
| Années | Adversaires    | Scores | Victoires - Défaites |
| ------ | -------------- | ------ | -------------------- |
| 2006   | San Jose State | 20-12  | 0 - 1                |
| 2007   | Nevada         | 00-23  | 1 - 1                |
| 2015   | Arizona        | 45-37  | 1 - 2                |

### Roadrunners d'UTSA
Avec un bilan global en saison régulière de 6 victoires et 6 défaites, UTSA est éligible et accepte l'invitation pour participer au New Mexico Bowl de 2016.
Ils terminent 2e de la division West de la Conference USA derrière Louisiana Tech, avec un bilan en division de 5 victoires pour 3 défaites.
À l'issue de la saison 2016 (bowl compris), ils ne seront pas classés dans les classements CFP , AP et Coaches.
Il s'agit de leur 1re apparition au New Mexico Bowl.

## Résumé du match
Conditions météorologiques : 42 °F (5,5 °C), vent de 26 miles/h (41,85 k/h), partiellement nuageux.
Début du match à 12:05 heures locales, fin du match à 15:18 pour une durée totale de 3 h 15 heures.
| QT          | Temps       | Drive       | Drive       | Drive       | Équipe      | Description de l'action | Score | Score |
| QT          | Temps       | Jeux        | Yards       | TDP         | Équipe      | Description de l'action | UNM   | UTSA  |
| ----------- | ----------- | ----------- | ----------- | ----------- | ----------- | --- | ----- | ----- |
| 1           | 08:41       | 13          | 65          | 06:15       | UTSA        | FG de 23 yards par K Victor Falcon | 0     | 3     |
| 1           | 00:04       | 9           | 66          | 04:21       | UNM         | TD d'1 yard à la suite d'une course par RB Richard McQuarley + 1 point de conversion par K Jason Sanders                                   | 7     | 3     |
| 2           | 01:32       | 13          | 49          | 06:40       | UTSA        | FG de 28 yards par K Victor Falcon | 7     | 6     |
| 2           | 00:00       | 5           | 40          | 01:32       | UNM         | FG de 52 yards par K Jason Sanders | 10    | 6     |
| 3           | 09:54       | 10          | 75          | 05:06       | UNM         | TD à la suite d'une course de 10 yards par RB Teriyon Gipson mais la tentative de conversion à 1 point par K Jason Sanders échoue          | 16    | 6     |
| 4           | 09:43       | 10          | 53          | 05:41       | UTSA        | TD de 16 yards par TE Trevor Stevens à la suite d'une réception d'une passe de QB Dalton Sturm + 1 point de conversion par K Victor Falcon | 16    | 13    |
| 4           | 02:22       | 12          | 75          | 07:21       | UNM         | TD à la suite d'une course d'1 yard par RB Richard McQuarley + 1 point de conversion par K Jason Sanders                                   | 23    | 13    |
| 4           | 00:25       | 9           | 80          | 01:58       | UTSA        | TD de 6 yards par WR JaBryce Taylor à la suite d'une réception de passe de QB Dalton Sturm + 1 point de conversion par K Victor Falcon     | 23    | 20    |
| Score final | Score final | Score final | Score final | Score final | Score final | Score final | 23    | 20    |

## Statistiques
| Statistiques par Équipes               | Statistiques par Équipes  | Statistiques par Équipes  |
| Statistiques                           | UNM                       | UTSA                      |
| -------------------------------------- | ------------------------- | ------------------------- |
| 1er downs                              | 17                        | 20                        |
| Conversion de 3e Down                  | 6/13                      | 7/14                      |
| Conversion de 4e Down                  | 2/3                       | 2/3                       |
| Jeux–yards                             | 58 jeux pour 296 yards    | 64 jeux pour 364 yards    |
| Yards à la course                      | 52 courses pour 219 yards | 38 courses pour 246 yards |
| Yards à la passe                       | 77                        | 118                       |
| Passes : Réussies-Tentées-Interceptées | 3/6, 0 int.               | 10/26, 1 int.             |
| Réussite en zone rouge/chances         | 3/3                       | 4/4                       |
| TD                                     | 3                         | 2                         |
| Field Goals                            | 1/1                       | 2/2                       |
| Sacks (Nombre-Yards gagnés)            | 0/0                       | 1/10 yards gagnés         |
| Fumbles (Nombre/Perdus)                | 1/0                       | 0/0                       |
| Pénalités (Nombre/Yards perdus)        | 2/30                      | 8/60                      |
| Temps de possession                    | 30:42                     | 29:11                     |

| Meilleur Joueur (MVP) | Meilleur Joueur (MVP) | Meilleur Joueur (MVP) | Meilleur Joueur (MVP) |
| --------------------- | --------------------- | --------------------- | --------------------- |
| Système               | Nom                   | Équipe                | Poste                 |
| Attaque               | Lamar Jordan          | QB                    | New Mexico            |
| Défense               | Dakota Cox            | LB                    | New Mexico            |

| Statistiques Individuelles | Statistiques Individuelles | Statistiques Individuelles        |
| -------------------------- | -------------------------- | --------------------------------- |
| Quaterbacks                |                            |                                   |
| UNM                        | Lamar Jordan               | 3/4 passes réussies, 0 int., 0 TD |
| UTSA                       | Dalton Sturm               | 10/26, 1 int., 2 TDs              |
| Meilleurs Coureurs         |                            |                                   |
| UNM                        | Lamar Jordan               | 13 courses pour 81 yards, 0 TD    |
| UTSA                       | Jarveon Williams           | 16 courses pour 125 yards, 0 TD   |
| Meilleurs Receveurs        |                            |                                   |
| UNM                        | Dameon Gamblin             | 1 réception pour 34 yards, 0 TD   |
| UTSA                       | Kerry Thomas Jr.           | 4 réceptions pour 45 yards, 0 TD  |
| Meilleurs Tackleurs        |                            |                                   |
| UNM                        | Dakota Cox                 | 6 tacles en solo et 4 assistes    |
| UTSA                       | Tauaefa Josiah             | 7 tacles en solo et 4 assistes    |